# Lloro becgròs de Buru
El lloro becgròs de Buru (Tanygnathus gramineus) és una espècie d'ocell de la família dels psitàcids que habita els boscos de muntanya de Buru, a les Moluques.